# سية تششمة
سية تششمة هي مدينة في مقاطعة تشالدران، إيران. عدد سكان هذه المدينة هو 17,804 في سنة 2016.